# 너는 더 잘할 수 있어
〈너는 더 잘할 수 있어〉(君はもっとできる)는 HKT48의 16번째 싱글이다.